# Jaden Philogene
Jaden Richard Philogene-Bidace (Hammersmith, 8 de febrero de 2002) es un futbolista británico que juega en la demarcación de extremo para el Ipswich Town F. C. de la EFL Championship.

## Trayectoria
Empezó a formarse como futbolista en la cantera del Northampton Town F. C. Después de varias temporadas en las categorías inferiores del club, finalmente se marchó a la disciplina del Aston Villa F. C. Debutó con el primer equipo el 19 de mayo de 2021 en un encuentro de la Premier League contra el Tottenham Hotspur F. C., partido que finalizó con un marcador de 1-2 tras los goles de Ollie Watkins, Steven Bergwijn y un autogol de Sergio Reguilón. La temporada siguiente tuvo presencia en cuatro partidos antes de ser cedido en enero de 2022 al Stoke City F. C. Seis meses después volvió a ser prestado, en esta ocasión al Cardiff City F. C. Tras esta cesión no tardó en abandonar definitivamente el conjunto de Birmingham al ser traspasado al Hull City A. F. C. en septiembre de 2023. Durante la temporada marcó doce goles en 32 partidos y en julio de 2024 volvió al Aston Villa F. C. Esta segunda etapa en el club duró medio año, en el que disputó once encuentros en la Premier League y debutó en la Liga de Campeones de la UEFA, ya que en enero de 2025 fue fichado por el Ipswich Town F. C.

## Estadísticas

### Clubes
Actualizado al último partido disputado el 9 de noviembre de 2024.
| Club                          | Div.          | Temporada     | Liga  | Liga  | Liga   | Copas nacionales | Copas nacionales | Copas nacionales | Copas internacionales | Copas internacionales | Copas internacionales | Total | Total | Total  |
| Club                          | Div.          | Temporada     | Part. | Goles | Asist. | Part.            | Goles            | Asist.           | Part.                 | Goles                 | Asist.                | Part. | Goles | Asist. |
| ----------------------------- | ------------- | ------------- | ----- | ----- | ------ | ---------------- | ---------------- | ---------------- | --------------------- | --------------------- | --------------------- | ----- | ----- | ------ |
| Aston Villa F. C. Inglaterra  | 1.ª           | 2020-21       | 1     | 0     | 0      | —                | —                | —                | ―                     | ―                     | ―                     | 1     | 0     | 0      |
| Aston Villa F. C. Inglaterra  | 1.ª           | 2021-22       | 1     | 0     | 0      | 3                | 0                | 1                | ―                     | ―                     | ―                     | 4     | 0     | 1      |
| Stoke City F. C. Inglaterra   | 2.ª           | 2021-22       | 11    | 1     | 0      | —                | —                | —                | ―                     | ―                     | ―                     | 11    | 1     | 0      |
| Stoke City F. C. Inglaterra   | Total club    | Total club    | 11    | 1     | 0      | 0                | 0                | 0                | 0                     | 0                     | 0                     | 11    | 1     | 0      |
| Cardiff City F. C. Inglaterra | 2.ª           | 2022-23       | 37    | 4     | 1      | 2                | 1                | 0                | ―                     | ―                     | ―                     | 39    | 5     | 1      |
| Cardiff City F. C. Inglaterra | Total club    | Total club    | 37    | 4     | 1      | 2                | 1                | 0                | 0                     | 0                     | 0                     | 39    | 5     | 1      |
| Aston Villa F. C. Inglaterra  | 1.ª           | 2023-24       | 1     | 0     | 0      | 0                | 0                | 0                | ―                     | ―                     | ―                     | 1     | 0     | 0      |
| Hull City A. F. C. Inglaterra | 2.ª           | 2023-24       | 32    | 12    | 6      | —                | —                | —                | ―                     | ―                     | ―                     | 32    | 12    | 6      |
| Hull City A. F. C. Inglaterra | Total club    | Total club    | 32    | 12    | 6      | 0                | 0                | 0                | 0                     | 0                     | 0                     | 32    | 12    | 6      |
| Aston Villa F. C. Inglaterra  | 1.ª           | 2024-25       | 7     | 0     | 0      | 1                | 0                | 0                | 2                     | 0                     | 0                     | 10    | 0     | 0      |
| Aston Villa F. C. Inglaterra  | Total club    | Total club    | 10    | 0     | 0      | 4                | 0                | 1                | 2                     | 0                     | 0                     | 16    | 0     | 1      |
| Total carrera                 | Total carrera | Total carrera | 89    | 17    | 7      | 6                | 1                | 1                | 2                     | 0                     | 0                     | 97    | 18    | 8      |